# Landtagswahl in Baden-Württemberg 1980
- SPD: 40
- Grüne: 6
- FDP/DVP: 10
- CDU: 68

Die Landtagswahl in Baden-Württemberg 1980 fand am 16. März statt. 
Die von Ministerpräsident Lothar Späth geführte CDU erhielt 53,4 % der Stimmen (minus 3,3 Prozentpunkte). Die SPD erhielt 32,5  (minus 0,8) und die FDP/DVP 8,3 % (plus 0,5). Großer Wahlgewinner waren die erstmals kandidierenden Grünen, die auf Anhieb die Fünf-Prozent-Hürde überwanden und 5,3 Prozent erhielten. 
Späth bildete das Kabinett Späth II. 

## Ausgangslage
Bei der Landtagswahl 1976 hatte die alleinregierende CDU unter Führung des Ministerpräsidenten Hans Filbinger die absolute Mehrheit der Wählerstimmen und Mandate verteidigt. Als Oppositionsparteien im Landtag fungierten SPD und FDP/DVP. 1978 trat Hans Filbinger aufgrund der Filbinger-Affäre vom Amt des Ministerpräsidenten zurück, Lothar Späth wurde sein Nachfolger.

## Ergebnis
| Partei                 | Stimmen   | Anteil           | Sitze | Kreis- wahl- vor- schläge | Direkt- Mandate | Sitze 1976 |
| CDU                    | 2.407.798 | 53,35 %          | 68    | 70                        | 67              | 71         |
| SPD                    | 1.468.873 | 32,55 %          | 40    | 70                        | 3               | 41         |
| FDP/DVP                | 374.633   | 8,30 %           | 10    | 70                        |                 | 9          |
| Grüne                  | 241.303   | 5,35 %           | 6     | 70                        |                 |            |
| DKP                    | 11.738    | 0,26 %           |       | 64                        |                 |            |
| NPD                    | 2.341     | 0,05 %           |       | 6                         |                 |            |
| KBW                    | 2.076     | 0,05 %           |       | 42                        |                 |            |
| EAP                    | 152       | 0,00 %           |       | 4                         |                 |            |
| FAP                    | 69        | 0,00 %           |       | 2                         |                 |            |
| Einzelbewerber         | 4.026     | 0,09 %           |       | 2                         |                 |            |
| gültige Stimmen        | 4.513.009 | 100,00 % 99,20 % | 124   | 400                       | 70              | 121        |
| ungültige Stimmen      | 36.454    | 0,80 %           |       |                           |                 |            |
| Wähler Wahlbeteiligung | 4.549.493 | 100,00 % 71,99 % |       |                           |                 |            |
| Wahlberechtigte        | 6.319.950 |                  |       |                           |                 |            |

|                                 | Regierungsbezirk Stuttgart                     | Regierungsbezirk Stuttgart                     | Regierungsbezirk Stuttgart                     | Regierungsbezirk Stuttgart                     | Regierungsbezirk Stuttgart                     | Regierungsbezirk Karlsruhe | Regierungsbezirk Karlsruhe | Regierungsbezirk Karlsruhe | Regierungsbezirk Karlsruhe | Regierungsbezirk Karlsruhe | Regierungsbezirk Freiburg | Regierungsbezirk Freiburg | Regierungsbezirk Freiburg | Regierungsbezirk Freiburg | Regierungsbezirk Freiburg | Regierungsbezirk Tübingen | Regierungsbezirk Tübingen | Regierungsbezirk Tübingen | Regierungsbezirk Tübingen | Regierungsbezirk Tübingen |
| Anzahl/ Stimmen                 | %                                              | Kreis- wahl- vor- schläge                      | Direkt- man- date                              | Sitze                                          | Anzahl/ Stimmen                                | %                          | Kreis- wahl- vor- schläge  | Direkt- man- date          | Sitze                      | Anzahl/ Stimmen            | %                         | Kreis- wahl- vor- schläge | Direkt- man- date         | Sitze                     | Anzahl/ Stimmen           | %                         | Kreis- wahl- vor- schläge | Direkt- man- date         | Sitze                     |                           |
| ------------------------------- | ---------------------------------------------- | ---------------------------------------------- | ---------------------------------------------- | ---------------------------------------------- | ---------------------------------------------- | -------------------------- | -------------------------- | -------------------------- | -------------------------- | -------------------------- | ------------------------- | ------------------------- | ------------------------- | ------------------------- | ------------------------- | ------------------------- | ------------------------- | ------------------------- | ------------------------- | ------------------------- |
| Wahlberechtigte                 | 2.351.700                                      |                                                |                                                |                                                |                                                | 1.669.875                  |                            |                            |                            |                            | 1.284.639                 |                           |                           |                           |                           | 1.013.736                 |                           |                           |                           |                           |
| Wähler                          | 1.738.164                                      | 73,9                                           |                                                |                                                |                                                | 1.192.082                  | 71,4                       |                            |                            |                            | 889.680                   | 69,3                      |                           |                           |                           | 729.537                   | 72,0                      |                           |                           |                           |
| Gültige Stimmen                 | 1.726.779                                      | 99,3                                           |                                                |                                                |                                                | 1.180.035                  | 99,0                       |                            |                            |                            | 882.001                   | 99,1                      |                           |                           |                           | 724.194                   | 99,3                      |                           |                           |                           |
|                                 |                                                |                                                |                                                |                                                |                                                |                            |                            |                            |                            |                            |                           |                           |                           |                           |                           |                           |                           |                           |                           |                           |
| CDU                             | 870.447                                        | 50,4                                           | 26                                             | 26                                             | 26                                             | 618.081                    | 52,4                       | 19                         | 17                         | 17                         | 474.741                   | 53,8                      | 14                        | 13                        | 13                        | 444.529                   | 61,4                      | 11                        | 11                        | 12                        |
| SPD                             | 592.197                                        | 34,3                                           | 26                                             |                                                | 17                                             | 418.619                    | 35,5                       | 19                         | 2                          | 11                         | 269.789                   | 30,6                      | 14                        | 1                         | 7                         | 188.268                   | 26,0                      | 11                        |                           | 5                         |
| FDP/DVP                         | 168.101                                        | 9,7                                            | 26                                             |                                                | 5                                              | 86.246                     | 7,3                        | 19                         |                            | 2                          | 70.825                    | 8,0                       | 14                        |                           | 2                         | 49.461                    | 6,8                       | 11                        |                           | 1                         |
| Grüne                           | 87.121                                         | 5,0                                            | 26                                             |                                                | 2                                              | 51.907                     | 4,4                        | 19                         |                            | 1                          | 62.572                    | 7,1                       | 14                        |                           | 2                         | 39.703                    | 5,5                       | 11                        |                           | 1                         |
| DKP                             | 4.379                                          | 0,3                                            | 24                                             |                                                |                                                | 3.633                      | 0,3                        | 19                         |                            |                            | 2.167                     | 0,2                       | 13                        |                           |                           | 1.559                     | 0,2                       | 8                         |                           |                           |
| NPD                             |                                                |                                                | —                                              |                                                |                                                | 705                        | 0,1                        | 3                          |                            |                            | 1.270                     | 0,1                       | 2                         |                           |                           | 366                       | 0,1                       | 1                         |                           |                           |
| KBW                             | 308                                            | 0,0                                            | 10                                             |                                                |                                                | 823                        | 0,1                        | 14                         |                            |                            | 637                       | 0,1                       | 12                        |                           |                           | 308                       | 0,0                       | 6                         |                           |                           |
| EAP                             | 131                                            | 0,0                                            | 3                                              |                                                |                                                | 21                         | 0,0                        | 1                          |                            |                            |                           |                           | —                         |                           |                           |                           |                           | —                         |                           |                           |
| FAP                             | 69                                             | 0,0                                            | 2                                              |                                                |                                                |                            |                            | —                          |                            |                            |                           |                           | —                         |                           |                           |                           |                           | —                         |                           |                           |
| Einzelbewerber                  | 4.026                                          | 0,2                                            | 2                                              |                                                |                                                |                            |                            | —                          |                            |                            |                           |                           | —                         |                           |                           |                           |                           | —                         |                           |                           |
| Überhang- und Ausgleichsmandate | CDU: 3 Überhangmandate SPD: 1 Ausgleichsmandat | CDU: 3 Überhangmandate SPD: 1 Ausgleichsmandat | CDU: 3 Überhangmandate SPD: 1 Ausgleichsmandat | CDU: 3 Überhangmandate SPD: 1 Ausgleichsmandat | CDU: 3 Überhangmandate SPD: 1 Ausgleichsmandat |                            |                            |                            |                            |                            |                           |                           |                           |                           |                           |                           |                           |                           |                           |                           |

Die CDU gewann 67 ihrer 68 Sitze als Direktmandat. Im Landtagswahlkreis Biberach bekam sie sowohl ein Erst- als auch ein Zweitmandat. Die SPD konnte drei Direktmandate erringen; ihre übrigen Abgeordneten zogen wie sämtliche Abgeordneten von FDP und Grünen über Zweitmandate in den Landtag ein. Das baden-württembergische Landtagswahlrecht kennt keine Listen.
Durch vier Überhangmandate erhöhte sich die Zahl der Abgeordneten auf 124 statt der nominell 120 Sitze im Landtag. Dadurch verpassten die Grünen knapp den Fraktionsstatus, da sie nicht die notwendigen fünf Prozent der Abgeordneten hatten, und erhielten nur den Status einer Gruppe.